# Owen Cooper
Owen Patrick Cooper (Warrington, Inglaterra; 5 de diciembre de 2009) es un actor británico. Debutó con el papel de Jamie Miller en la miniserie de Netflix Adolescence (2025). 

## Primeros años
Cooper nació en una familia de clase trabajadora en Warrington. Su madre es cuidadora y su padre trabaja en informática. Tiene dos hermanos mayores. Miembro del equipo sub-15 de Warrington Rylands, inicialmente quería ser futbolista antes de tomar clases semanales de interpretación con The Drama Mob en Mánchester.

## Carrera
En marzo de 2025, debutó como actor interpretando a Jamie Miller, un joven acusado de asesinato, en la miniserie de Netflix Adolescence. Protagonizó una escena sin cortes, junto a Erin Doherty, quien interpretó a su psicóloga infantil Briony Ariston, lo que resultó en un segmento continuo de 52 minutos (episodio 3) de la serie. También apareció en el episodio 1, y su voz aparece en el episodio 4. El papel le valió elogios de la crítica.
Ha sido seleccionado para interpretar al joven Heathcliff en Cumbres Borrascosas de Emerald Fennell, cuyo estreno está previsto para 2026.

## Filmografía

### Cine
| Año  | Título              | Rol              | Ref.  |
| ---- | ------------------- | ---------------- | ----- |
| 2026 | Cumbres borrascosas | Joven Heathcliff | [ 8 ] |

### Televisión
| Año  | Título       | Rol          | Notas                   | Ref.  |
| ---- | ------------ | ------------ | ----------------------- | ----- |
| 2025 | Adolescencia | Jamie Miller | Rol principal           | [ 4 ] |
| 2025 | Club de cine | Callum       | A estrenar próximamente | [ 9 ] |

### Vídeo musical
| Año  | Título              | Artista    | Personaje | Ref.   |
| ---- | ------------------- | ---------- | --------- | ------ |
| 2025 | "Little Bit Closer" | Sam Fender |           | [ 10 ] |